# Martin Hansen (fodboldspiller, født 1990)
 Der er flere personer med dette navn, se Martin Hansen.
Martin Hansen (født 15. juni 1990) er en dansk fodboldspiller (målmand), der spiller for superliga-klubben OB. Han har tidligere spillet i Viborg FF, FC Nordsjælland, SC Heerenveen, ADO Den Haag, Basel og FC Ingolstadt 04. I sine ungdomsår spillede han i Brøndby IF og Liverpool F.C.

## Karriere

### Liverpool FC
Martin Hansen skiftede som ungdomsspiller fra Brøndby IF til engelske Liverpool FC. I begyndelsen af sin karriere i Liverpool spillede Hansen på Liverpools ungdomshold, hvor han blandt andet var med at vinde U/18 finalen i FA Cuppen, inden han blev rykket op på førsteholdet i 2007.
Martin Hansen nåede ikke at få debut for Liverpool FC's førstehold, men blev udtaget til reservemålmand i en række kampe.

### Viborg FF
I januar 2012 indgik Martin Hansen en halvanden årig aftale med Viborg FF i den danske 1. division. Han slog sig lynhurtig fast som en profil i 1. division og høstede roser for sin præstationer blandt egne og modstandernes trænere. På grund af sine sportslige ambitioner om at spille i Superligaen eller udlandet meddelte Hansen i december 2012, at han ville forlade Viborg FF ved kontraktens udløb i sommeren 2013.

### FC Nordsjælland
I maj 2013 offentliggjorde Superligaklubben FC Nordsjælland, at man havde indgået en aftale med Martin Hansen gældende frem til udgangen af 2016.

### ADO Den Haag
Den 11. juli 2014 blev han hentet til ADO Den Haag i den hollandske Æresdivision. Den 11. august 2015 scorede han et mål med hælen i overtiden efter et frispark. Det var i en kamp mod PSV Eindhoven, hvor ADO Den Haag var bagud 1-2. Hansen sikrede dermed sit hold et vigtigt point, og målet gik verden rundt. 

### FC Ingolstadt
I juni 2016 tegnede Martin Hansen en 4-årig kontrakt med bundesligaklubben FC Ingolstadt. Efter hans første sæson i klubben rykkede Ingolstadt ned fra Bundesligaen, og Martin Hansen ytrede ønskede om at komme til en anden klub for at bevare det høje niveau. Ønsket blev efterkommet af FC Ingolstadt, som har udlejet ham til den hollandske klub SC Heerenveen. 

### Heerenveen
Den 31. august 2017 blev Martin Hansen hentet til Heerenveen i den hollandske Æresdivision på en lejeaftale fra FC Ingolstadt i Bundesligaen i Tyskland. I sin første kamp for Heerenveen stod han igen overfor PSV Eindhoven, som han tidligere havde scoret det berømte hælmål imod, med hans daværende klub ADO Den Haag. Også denne gang havde Martin Hansen succes mod PSV, da Heerenveen vandt 2-0, og Hansen kom på ugens hold som bedste målmand.[kilde mangler]

## Inside Liverpool
I efteråret 2015 udgav forlaget People's Press bogen Inside Liverpool, der var Martin Hansens beretning om sit liv, fortalt til journalisten Jesper Gaarskjær. Trods titlen handlede bogen om hele den hidtidige karriere fra drengeårene i Roskilde Boldklub til tiden i ADO Den Haag.